# 64 (číslo)
Šedesát čtyři je přirozené číslo, které následuje po čísle šedesát tři a předchází číslu šedesát pět. Římskými číslicemi se zapisuje LXIV. Jeho prvočíselný rozklad je 64 = 26.

## Věda
- 64 je protonové číslo gadolinia.
- Relativní atomová hmotnost mědi zaokrouhlená na celé číslo je 64.
- 64 je nejmenší celé číslo, které je zároveň druhou i třetí (a také šestou) mocninou (64 = 82 = 43 = 26).

## Doprava
- Česká silnice I/64 spojuje Františkovy Lázně a Aš

## Ostatní
- Šachovnice používaná pro šachy má 64 polí
- +64 je mezinárodní telefonní předvolba Nového Zélandu

## Roky
- 63
- 63 př. n. l.